# Fujiwara no Korenari
Fujiwara no Korenari est un nom japonais traditionnel ; le nom de famille (ou le nom d'école), Fujiwara, précède donc le prénom (ou le nom d'artiste).
Fujiwara no Korenari (藤原 惟成)
(953–1er décembre 989) est un courtisan japonais de l'époque de Heian. Fils de Fujiwara no Masaki, il sert l'empereur Kazan et se joint à lui quand  l'empereur entre au monastère de Kazan-in en 986.